# Monaco op de Olympische Zomerspelen 1984
Monaco nam deel aan de Olympische Zomerspelen 1984 in Los Angeles, Verenigde Staten. Ook de twaalfde deelname aan de olympische zomerspelen bleef zonder medailles.

## Deelnemers en resultaten

### Boogschieten
| Olympiër      | Discipline      | Resultaat | Prestatie                                                                              |
| ------------- | --------------- | --------- | -------------------------------------------------------------------------------------- |
| Gilles Cresto | individueel (m) | 39e       | 1ste ronde: 34ste met 1209 punten 2de ronde: 41ste met 1180 punten totaal: 2389 punten |

### Judo
| Olympiër         | Discipline | Resultaat | Prestatie                   |
| ---------------- | ---------- | --------- | --------------------------- |
| Eric-Louis Bessi | -86kg (m)  | 18e       | 1ste ronde: W van GBR White |

### Schermen
| Olympiër        | Discipline | Resultaat | Prestatie                                                                            |
| --------------- | ---------- | --------- | ------------------------------------------------------------------------------------ |
| Olivier Martini | sabel (m)  | 30e       | 1ste ronde groep C: 5de met 1 overwinning 2de ronde groep E: 5de met 0 overwinningen |

### Schietsport
| Olympiër               | Discipline             | Resultaat | Prestatie                       |
| ---------------------- | ---------------------- | --------- | ------------------------------- |
| Pierre Boisson         | 50m geweer liggend (m) | 69e       | 563 punten: (95-97-93-96-94-98) |
| Jean-Pierre Gasparotti | 50m pistool (m)        | 48e       | 513 punten: (76-87-88-90-87-85) |
| Joël Nigiono           | 50m pistool (m)        | 50e       | 505 punten: (83-79-88-87-84-84) |
| Jean-Marie Repaire     | trap                   | 62e       | 161 punten                      |

### Zwemmen
| Olympiër        | Discipline          | Resultaat | Prestatie             |
| --------------- | ------------------- | --------- | --------------------- |
| Jean-Luc Adorno | 100m vrije slag (m) | 56e       | serie 7: 7de in 56,38 |

Algerije · Amerikaanse Maagdeneilanden · Andorra · Antigua en Barbuda · Argentinië · Australië · Bahama’s · Bahrein · Bangladesh · Barbados · België · Belize · Benin · Bermuda · Bhutan · Birma · Bolivia · Bondsrepubliek Duitsland · Botswana · Brazilië · Britse Maagdeneilanden · Canada · Centraal-Afrikaanse Republiek · Chili · China · Chinees Taipei · Colombia · Congo-Brazzaville · Costa Rica · Cyprus · Denemarken · Djibouti · Dominicaanse Republiek · Ecuador · Egypte · El Salvador · Equatoriaal-Guinea · Fiji · Filipijnen · Finland · Frankrijk · Gabon · Gambia · Ghana · Grenada · Griekenland · Groot-Brittannië · Guatemala · Guinee · Guyana · Haïti · Honduras · Hongkong · Ierland · IJsland · India · Indonesië · Irak · Israël · Italië · Ivoorkust · Jamaica · Japan · Joegoslavië · Jordanië · Kaaimaneilanden · Kameroen · Kenia · Koeweit · Lesotho · Libanon · Liberia · Liechtenstein · Luxemburg · Madagaskar · Malawi · Maleisië · Mali · Malta · Marokko · Mauritanië · Mauritius · Mexico · Monaco · Mozambique · Nederland · Nederlandse Antillen · Nepal · Nicaragua · Nieuw-Zeeland · Niger · Nigeria · Noord-Jemen · Noorwegen · Oeganda · Oman · Oostenrijk · Pakistan · Panama · Papoea-Nieuw-Guinea · Paraguay · Peru · Portugal · Puerto Rico · Qatar · Roemenië · Rwanda · Salomonseilanden · Samoa · San Marino · Saoedi-Arabië · Senegal · Seychellen · Sierra Leone · Singapore · Soedan · Somalië · Spanje · Sri Lanka · Suriname · Swaziland · Syrië · Tanzania · Thailand · Togo · Tonga · Trinidad en Tobago · Tsjaad · Tunesië · Turkije · Uruguay · Venezuela · Verenigde Arabische Emiraten · Verenigde Staten · Zaïre · Zambia · Zimbabwe · Zuid-Korea · Zweden · Zwitserland